# 青羊镇 (重庆市)
青羊镇，是中华人民共和国重庆市涪陵区下辖的一个乡镇级行政单位。

## 行政区划
青羊镇下辖以下地区：
安镇社区、平一社区、兴安村、吴家村、三合村、青羊村、群英村、工农村、兴园村、山大村和迎龙村。

## 中国传统村落
2012年，安镇村被评为首批“中国传统村落”。